# Орлов-Денисов Василь Васильович
Граф Василь Васильович Орлов-Денисов (рос. Василий Васильевич Орлов-Денисов, 8 вересня 1775 — 24 грудень 1843) — командир лейб-козаків під час Наполеонівських воєн, генерал-ад'ютант, генерал від кавалерії (з 1826). Родоначальник графського роду Орлових-Денисових.

## Біографія
Народився на хуторі П'ятиізбянському, розташованому у межах українського історичного та культурного регіону Жовтий Клин. З 12 років був уже козаком на коні, а з 15 років ніс сторожову службу на берегах Чорного моря. Військову службу розпочав 4 січня 1789 року козаком, 4 жовтня того ж року отримав чин сотника. 3 липня 1799 року отримав звання полковника. Живучи в Петербурзі, юний граф Орлов-Денисов увійшов в знайомство з Г. Р. Державіним, який був покровителем знатного козака і допоміг йому здобути початкову освіту. Трохи знав французьку та німецьку мови.
У 1807 році вперше взяв участь в бойових діях проти французів при Гуттштадті і під Гейльсбергом (нагороджений орденом Св. Георгія 4-го класу); 12 грудня до генерал-майори. У 1808 році призначений командиром лейб-гвардійського Козачого полку і разом з ним воював зі шведами в 1808-09 роках.

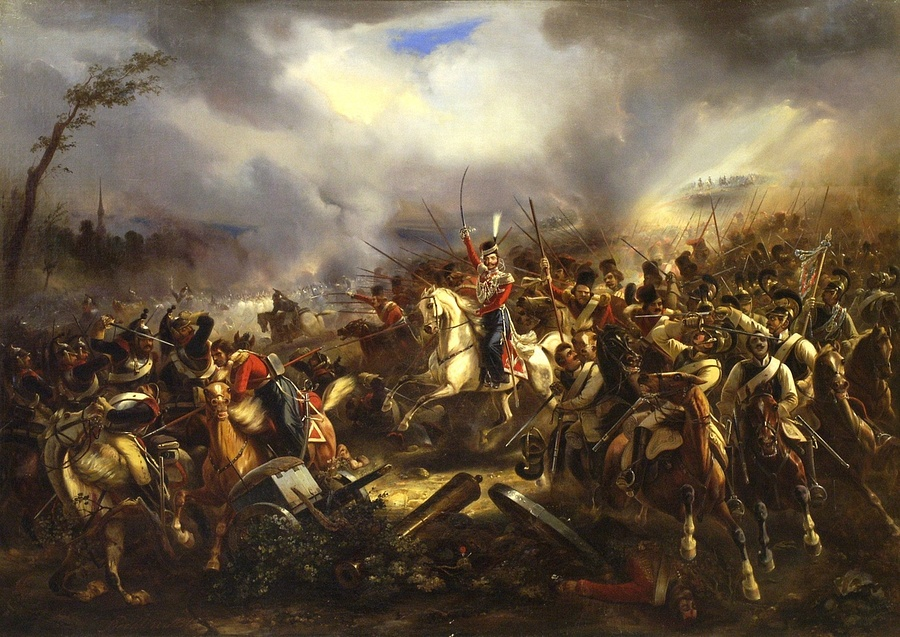
Карл Рехлін. «Атака лейб-козаків під Лейпцигом 4 жовтня 1813 року». У центрі картини — Василь Орлов-Денисов.

31 січня 1811 року удостоєний звання генерал-ад'ютанта. У 1812 році перебував в ар'єргарді і був контужений. У бою при Лубіно вдало командував 1-м кавалерійським корпусом. У Бородінській битві, під час рейду кавалерії М. І. Платова і Ф. П. Уварова, очолював першу атаку трьох кінних полків на піхоту противника. У битві при Тарутино керував першою колоною. Плодами раптової атаки його кінноти стали всі захоплені в цей день російські трофеї (нагороджений орденом Св. Георгія 3-го класу). Брав участь в боях під Малоярославцем, Гжатськом, Ляховим та ін.
У 1813-14 роках командував конвоєм Олександра I і перебував при ньому під Люценом, Бауценом, Дрезденом, Кульмом. 15 вересня 1813 року одержав чин генерал-лейтенанта. Відзначився в Лейпцизькому бою, де вдарив з козаками у фланг ворожим кавалерійським масам, що прагнули прорвати центр російської армії. Під час відступу Наполеона до Рейну Орлову-Денисову доручений був загін з наказом переслідувати французів і всіляко шкодити їм. Брав участь в бою при Ханау.
У мирний час граф жив у Петербурзі і користувався великою прихильністю монарха. За відгуком сучасника, граф Орлов-Денисов, богатирськи складений, високого зросту, «могутній вершник, був ніжним батьком і чоловіком; з душею полум'яною з'єднував він вдачу палку. У хвилини невдоволення очі його виблискували, голос ставав усе більшим, але гнів його був нетривалий. Він любив життя розкішне, веселе, і часто сонце, що сходить, заставало його за картами».
У 1824 році призначений командиром 5-го резервного кавалерійського корпусу, 22 серпня 1826 року отримав звання генерала від кавалерії. Супроводжував тіло покійного Олександра I з Таганрога до Петропавлівської фортеці. У 1827 році залишив службу, але, коли була оголошена війна Туреччини, знову вступив у війська і перебував при головній квартирі государя.
23 березня 1828 року відразу в період правління Миколи I був удостоєний звання Генерала при Особі Його Величності.
Смерть дружини й одного з синів погіршили душевний стан графа. Він шукав усамітнення і залишив столицю. У 1841 р. Василь Васильович переїхав до Харкова у свою садибу Мерчик (йому імператор Олександр надав кілька маєтків). У Харкові генерал став відомим благодійною діяльністю, великими пожертвами на користь незаможних і церкви. У 1823 р. Василь Васильович у своїх володіннях прихистив сотні грецьких сімей, які тікали від звірств турок. Своє перебування в Харкові В.Орлов-Денисов ознаменував пожертвуванням 10 тис. рублів на заснування дитячого притулку. Завдяки його внеску 1 липня 1842 р. притулок був відкритий і став першим закладом подібного роду в Росії.
Помер в Харкові і був похований в соборному храмі Покровського жіночого монастиря.  27 січня 1843 р. відбулися урочисті похорони відставного генерала.  Літургію в Успенському соборі служив преосвященний архієпископ Харківський і Охтирський Інокентій. Було присутнє все керівництво міста та губернії, представники всіх верств населення. За свідченням кореспондента «Харківських губернських відомостей» (30 січня 1843 р.), заповнена була не тільки вулиця Університетська, по якій рухався похоронний кортеж у Покровський собор, але і балкони, й дахи найближчих будинків. Труну з тілом покійного винесли шість генералів на чолі з Харківським генерал-губернатором князем Долгоруковим. З Чугуєва спеціально для участі в цій церемонії прибув кавалерійський загін. Після поховання труни з тілом графа В.ОрловаДенисова (в підклеті Покровського собору) було дано триразовий рушничний салют. 
У жовтні 1911 р. його прах був перенесений в усипальницю Військового собору в Новочеркаську.
За клопотанням графа Федора Петровича Денисова імператор Олександр I наказом від 26.04. 1801 р. дозволив його онуку прийняти  прізвище  та разом з ним поширити на нього і його потомків графський титул, з найменуванням: граф Орлов-Денисов.